# Greven
Greven è una città di 37 700 abitanti della Renania Settentrionale-Vestfalia, in Germania.
Appartiene al distretto governativo (Regierungsbezirk) di Münster ed al circondario (Kreis) di Steinfurt (targa ST).
Greven si fregia del titolo di "Media città di circondario" (Mittlere kreisangehörige Stadt).
Qui ha sede l'Aeroporto di Münster-Osnabrück.